# Gräshult, Vaggeryds kommun
Gräshult är en by i Hagshults socken, Vaggeryds kommun. Fram till slutet av 1960-talet fanns här den enda affären i socknen. Här fanns också tidigare en pinnstolsfabrik, även den numera nedlagd. Byn är en av de få där storskiftet fortfarande i slutet av 1900-talet inte helt genomförts.